# Justin Py
Pas d'image ? Cliquez ici

a Compétitions nationales et continentales officielles uniquement.

Justin Py, né le 11 septembre 1924 à Trèbes (Aude) et mort le 10 mai 1999 à Cornebarrieu (Haute-Garonne), est un joueur de rugby à XIII, évoluant au poste de deuxième ligne dans les années 1940 et 1950.

## Palmarès
- Collectif :
  - Vainqueur du Championnat de France : 1945 et 1946 (Carcassonne).
  - Vainqueur de la Coupe de France : 1946 et 1947  (Carcassonne)
  - Finaliste du Championnat de France : 1947, 1948 et 1949 (Carcassonne).
  - Finaliste de la Coupe de France : 1945, 1948 et 1949 (Carcassonne)

### Statistiques
| Saison  | Saison         | Championnat           | Championnat | Coupe           | Coupe     |
| Saison  | Saison         | Comp.                 | Class.      | Comp.           | Class.    |
| ------- | -------------- | --------------------- | ----------- | --------------- | --------- |
| 1944-45 | AS Carcassonne | Championnat de France | Vainqueur   | Coupe de France | Finaliste |
| 1945-46 | AS Carcassonne | Championnat de France | Vainqueur   | Coupe de France | Vainqueur |
| 1946-47 | AS Carcassonne | Championnat de France | Finaliste   | Coupe de France | Vainqueur |
| 1947-48 | AS Carcassonne | Championnat de France | Finaliste   | Coupe de France | Finaliste |
| 1948-49 | AS Carcassonne | Championnat de France | Finaliste   | Coupe de France | Finaliste |